# Egede (cráter)

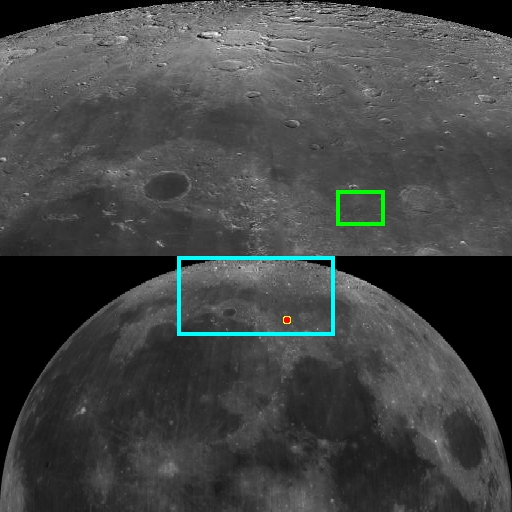
Localización de Egede sobre el globo lunar

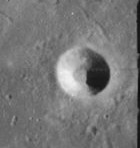
Cráter Egede B. Fotografía de la misión Lunar Orbiter 4 (1967)

Egede actualmente no es más que los restos de un cráter de impacto lunar que ha sido inundado por la lava, dejando a la vista sólo un poco de la circunferencia de su contorno ligeramente poligonal, que sobresale por encima del mar lunar. Se encuentra en el extremo sur del Mare Frigoris y al oeste del cráter Aristóteles. Al suroeste aparece un arco de montañas bajas que se curva entre los bordes de Aristóteles y de Eudoxus.
|  |

El fondo de Egede es plano y casi sin rasgos distintivos, a excepción de algunos pequeños cráteres, incluyendo los cráteres secundarios de Aristóteles (que también están presentes en el norte y en el sur de Egede). Los restos del brocal tienen una altura máxima de 0,4 km por encima de la superficie.

## Cráteres satélite
Por convención estos elementos son identificados en los mapas lunares poniendo la letra en el lado del punto medio del cráter que está más cerca de Egede.
|       | \| Egede \| Coordenadas \| Diámetro \| \| ----- \| ---------------------------- \| -------- \| \| A \| 51°36′N 10°30′E / 51.6, 10.5 \| 13 km \| \| B \| 50°30′N 8°54′E / 50.5, 8.9 \| 8 km \| \| C \| 50°06′N 13°00′E / 50.1, 13.0 \| 5 km \| \| E \| 49°36′N 10°24′E / 49.6, 10.4 \| 4 km \| \| F \| 51°54′N 12°30′E / 51.9, 12.5 \| 4 km \| \| G \| 51°54′N 6°54′E / 51.9, 6.9 \| 7 km \| \| M \| 49°30′N 12°24′E / 49.5, 12.4 \| 4 km \| \| N \| 49°42′N 11°06′E / 49.7, 11.1 \| 4 km \| \| P \| 47°48′N 10°30′E / 47.8, 10.5 \| 4 km \| |          |
| Egede | Coordenadas | Diámetro |
| A     | 51°36′N 10°30′E / 51.6, 10.5 | 13 km    |
| B     | 50°30′N 8°54′E / 50.5, 8.9 | 8 km     |
| C     | 50°06′N 13°00′E / 50.1, 13.0 | 5 km     |
| E     | 49°36′N 10°24′E / 49.6, 10.4 | 4 km     |
| F     | 51°54′N 12°30′E / 51.9, 12.5 | 4 km     |
| G     | 51°54′N 6°54′E / 51.9, 6.9 | 7 km     |
| M     | 49°30′N 12°24′E / 49.5, 12.4 | 4 km     |
| N     | 49°42′N 11°06′E / 49.7, 11.1 | 4 km     |
| P     | 47°48′N 10°30′E / 47.8, 10.5 | 4 km     |